# Arbeitsgemeinschaft für selbstbestimmtes Leben
Die Arbeitsgemeinschaft für selbstbestimmtes Leben schwerstbehinderter Menschen e.V. (ASL) ist ein gemeinnütziger Verein, gegründet 1992 in Berlin. Vorsitzende ist Sabine Graudenz.
Ziel des Vereins ist die Interessenvertretung von Menschen mit Assistenzbedarf in der Öffentlichkeit sowie deren Beratung und Unterstützung bei der Erlangung oder Bewahrung eines autonomen, selbstbestimmten Lebens.

## Methoden
Die Satzungsziele sollen insbesondere erreicht werden durch

### Öffentlichkeitsarbeit
- Information der Öffentlichkeit über die Lebenssituation von Menschen mit Behinderungen, Änderung des Behindertenbildes in der Öffentlichkeit
- Informationsveranstaltungen und/oder gezielte Öffentlichkeitsarbeit

### Vernetzung, Gremienarbeit
- Unterstützung politischer Aktionen zur Durchsetzung der Interessen behinderter Menschen.
- Mitarbeit in regionalen und bundesweiten behinderungspolitischen Gremien
- Der Verein steht mit den Interessenvertretungen Behinderter in Berlin in Verbindung, ist Mitgliedsorganisation des Deutschen Paritätischen Wohlfahrtsverbandes, der Landesarbeitsgemeinschaft Hilfe für Behinderte (LAGH) und der Interessenvertretung Selbstbestimmt Leben (ISL).

### Beratungstätigkeit
Die Beratung von Menschen mit Behinderungen erfolgt nach dem Peer Counseling–Konzept. Die Probleme der Ratsuchenden werden von Menschen in ähnlicher Lebenslage aufgegriffen (Betroffene als Experten in eigener Sache auf gleicher Augenhöhe). Dabei liegt der Schwerpunkt auf Selbstbestimmung, Assistenz, persönliches Budget.

### Vermittlung von Kompetenz
Der Verein bietet Seminare, Workshops und Fortbildungen zu Themen wie Organisation der persönlichen Assistenz oder zum trägerübergreifenden Persönlichen Budget an.

### Sexualberatung für Menschen mit Behinderung
Deshalb gibt es seit 2000 das Projekt Sexybilities, d. h. Sexualberatung für Menschen mit Behinderung. Darüber hinaus gibt es eine Gesprächsgruppe, die sich regelmäßig trifft.